# Kirshenbaum
Kirshenbaum [ˈkɝːʃn̩ˌbaʊm] ist ein phonetisches Alphabet, durch das das Internationale Phonetische Alphabet (IPA) durch 7-Bit-ASCII-Code dargestellt werden kann. Es wurde 1991 von einer Gruppe rund um Evan Kirshenbaum entwickelt, um es im Usenet, insbesondere in den Newsgroups sci.lang und alt.usage.english, zu verwenden.
Das ein paar Jahre zuvor entwickelte SAMPA, insbesondere dessen Weiterentwicklung X-SAMPA, ist heute bekannter als Kirshenbaum. Durch die sich stetig verstärkende Verwendung von Unicode, auf das das IPA angewiesen ist, tritt die Bedeutung von Kirshenbaum weiter in den Hintergrund.